# منوچهر احمدوف
منوچهر احمدوف (تاجیکی: Манучеҳр Аҳмадов؛ زادهٔ ۲۸ اکتبر ۱۹۹۲) بازیکن فوتبال اهل تاجیکستان است.
از باشگاه‌هایی که در آن بازی کرده‌است می‌توان به باشگاه فوتبال خجند اشاره کرد.
وی همچنین در تیم ملی فوتبال تاجیکستان بازی کرده‌است.